# Karina Testa
Pour les articles homonymes, voir Testa.
Karina Testa est une actrice française, née le 5 août 1981 à Cannes.

## Biographie
Karina Testa est née à Cannes en 1981, d'une mère italienne et d'un père espagnol ou hispano-kabyle.
Elle a fait sa première apparition au cinéma en 2004 dans un film espagnol, Entre vivir y soñar, d'Alfonso Abacete et David Menkes. C'est également durant l'été 2004 que le public la découvre dans le téléfilm Le Miroir de l'eau. Elle enchaîne ensuite en 2005 avec des rôles au cinéma dans Ze Film de Guy Jacques et Il était une fois dans l'oued de Djamel Bensalah.
Mais c'est dans Frontière(s) de Xavier Gens, film d'horreur français sorti en janvier 2008, qu'elle tient son premier grand rôle. Elle se coupe alors les cheveux pour les besoins du tournage. Elle tient ensuite avec Leïla Bekhti l'un des rôles principaux du long métrage Des poupées et des anges de Nora Hamdi, également sorti en 2008,.
En 2009, elle obtient le prix d'interprétation féminine au Festival de la fiction TV de La Rochelle pour son rôle dans le téléfilm Douce France, réalisé par Stéphane Giusti.
En 2011, elle est Fantille dans la websérie d'Arte 60 secondes, diffusée uniquement sur Facebook, à raison d'un épisode d'une minute chaque jour à 19h. La même année, elle tient un rôle secondaire dans Les Tuche d'Olivier Baroux.
Elle tient le rôle de Lala Amanullah dans les saisons 2 et 3 de Kaboul Kitchen, respectivement diffusées en 2014 et 2017.

## Filmographie

### Cinéma

#### Longs métrages
- 2004 : Entre vivir y soñar (es) d'Alfonso Abacete et David Menkes : la jeune femme de la tour Eiffel
- 2005 : Ze Film de Guy Jacques : Soraya
- 2005 : Il était une fois dans l'oued de Djamel Bensalah : Nadia
- 2007 : Frontière(s) de Xavier Gens : Yasmine[5],[8]
- 2008 : Des poupées et des anges de Nora Hamdi : Chirine[5]
- 2008 : La Différence c'est que c'est pas pareil de Pascal Laethier
- 2009 : Shadow de Federico Zampaglione : Angeline
- 2011 : Le Chat du rabbin de Joann Sfar : une copine de Zlabya (voix)
- 2011 : Les Tuche d'Olivier Baroux : Salma
- 2011 : Switch de Frédéric Schoendoerffer : Bénédicte Serteaux
- 2014 : Être de Fara Sene : Sabrina
- 2014 : Fils de (docufiction) de HPG : elle-même
- 2018 : Ma reum de Frédéric Quiring : l'enseignante
- 2018 : Budapest de Xavier Gens : la future femme d'Elias
- 2018 : Vaurien de Mehdi Senoussi : Sofia
- 2024 : Six pieds sur Terre de Karim Bensalah[9]

#### Courts métrages
- 2007 : Paris by Night of the Living Dead (court métrage de 12 minutes) de Grégory Morin
- 2012 : L'Autre Sang (court métrage de 19 minutes) de François Tchernia et François Vacarisas

### Télévision
- 2001 : Sous le soleil (série télévisée), épisode Faux Semblants : Pauline
- 2002 : Sous le soleil (série télévisée), épisode Une amitié particulière : une fille
- 2004 : Le Miroir de l'eau (mini-série) : Isaure Castella
- 2004 : PJ (série télévisée), épisode  Le Revenant : Lisa Mounabi
- 2005 : Brûlez Rome ! (docufiction) : Lepida
- 2006 : Boulevard du palais (série télévisée), épisode Rituels barbares : Samira
- 2008 : Temps mort (mini-série) : Claire
- 2009 : Douce France (téléfilm) de Stéphane Giusti : Leïla Chaouche
- 2010 : Après moi (téléfilm) de Stéphane Giusti : Sasha
- 2013 : Odysseus (série télévisée) de Stéphane Giusti : Cléa
- 2014 : Kaboul Kitchen (série télévisée, saison 2)
- 2014 : Hôtel de la plage (saison 1) de Christian Merret-Palmair : Sophie
- 2014 : Cherif (série télévisée, saison 2), épisode Au feu : Lina Leclerc
- 2015 : Alice Nevers, le juge est une femme (série télévisée, saison 13) épisodes 2 à 5 puis 7, 9 et 10 : Léa Delcourt, policière du SDLP
- 2015 : Hôtel de la plage (saison 2 - épisodes 1 à 3) de Christian Merret-Palmair
- 2017 : Kaboul Kitchen (série télévisée, saison 3) : Lala
- 2018 : Plan cœur (série Netflix) : Manon, l'infirmière, collègue d'Antoine
- 2020 : Clem (saison 10, 11 et 12) : Amélie[10]
- 2023 : César Wagner de Gabriel Julien-Laferrière (épisode 8, « Un mariage, deux enterrements ») : Aïda Cherki
- 2024 : Meurtres au Puy-en-Velay de Laurence Katrian : Margie
- 2024 : La Chute de Paris : Claire

### Web série
- 2011 : 60 secondes de Hélène Lombard

## Doublage

### Cinéma

#### Film
- 2022 : Sous sa coupe (es) : ? ( ? )

### Télévision

#### Séries télévisées
- 2022 : A Spy Among Friends (en) : voix additionnelles (mini-série)
- 2022 : L'Écume de la guerre : voix additionnelles (mini-série)

#### Séries d'animation
- 2022 : The Boys présentent : Les Diaboliques : ?
- 2023 : Invincible : voix additionnelles (saison 2)

## Théâtre
- À quoi rêvent les autres ? de Olivia Rosenthal, mise en scène de Camilla Saraceni, scène nationale d'Évry
- La Guerre de Carlo Goldoni, mise en scène de Henri Dalem, au Théâtre Mouffetard
- Eves de Chloé Ponce-Voiron, au Théâtre du Renard, festival d'Avignon, et en tournée en France et en Europe
- Le Testament Médicis de Stéphane Landowski, mis en scène de Raphaëlle Cambray, au Théâtre Lepic[11]
- 2025 : Le procès d'une vie de Barbara Lamballais et Karina Testa, mise en scène Barbara Lamballais, théâtre des Gémeaux, festival off d'Avignon

## Distinctions

### Récompense
- Festival de la fiction TV de La Rochelle 2009 : révélation féminine pour Douce France[12]

### Nomination
- Prix Lumières 2009 : meilleur espoir féminin pour Des poupées et des anges